# Dynein

Příklad cytoplazmatického dyneinu – transportuje váček (nahoře) po mikrotubulu (dole)

Dynein je označení pro skupinu proteinů pracujících jako molekulární motory. Hydrolyzují ATP na ADP, čímž získávají energii pro pohyb po kolejnici tvořené vlákny mikrotubulů. Řadí se do skupiny AAA ATPáz.

## Struktura
Jsou to velké bílkovinné komplexy skládající se z jednoho nebo více polypeptidů o velikosti přesahující 530 kilodaltonů (těžké řetězce), které navíc mnohdy vážou různé přídatné proteiny o molekulární hmotnosti od 10 do 150 kilodaltonů. Zpravidla jde o homodimery dvou těžkých řetězců, na ně jsou napojeny intermediární lehké.

## Vlastnosti
Dyneinové proteiny se vyskytují u většiny eukaryot, ale zřejmě chybí u rostlin. Platí pro ně, že vždy směřují k minus (−) konci mikrotubulů (srovnej s kineziny). Vyskytují se v cytoplazmě a v bičíku. Cytoplazmatické dyneiny umožňují vnitrobuněčný transport různých membránových organel, rozestup chromatid při anafázi a podobně. Flagelární dyneiny v bičíku a řasinkách se vážou na mikrotubuly uspořádané v axonemách a jejich aktivita způsobuje vlnivý pohyb bičíku. Dynein se na svůj náklad váže pomocí speciálních adaptorů, tzv. dynaktinů (dynein activator).